# Marko Lauro Ruić
Marko Lauro Ruić (Pag, 22. listopada 1736. – Pag, 2. veljače 1808.), hrvatski pravnik, kroničar i povjesničar.

## Životopis
Rođen je u paškoj plemićkoj obitelji. Otac mu je bio je Frane Ruić, a majka Laura Mirković mu je umrla pri porodu. Pohađao je studij filozofije u Rijeci i prava u Padovi. Od 1761. zaposlen je prvo kao javni bilježnik, pa onda kao kancelar i savjetnik ninske komune. Od 1798. do 1807. djeluje kao kotarski sudac upravitelj na Pagu.

## Djela
Proučavao je povijest otoka Paga i grada Nina. Za života nije objavio nijedno djelo. U rukopisu je sačuvan čitav niz djela koja je napisao, od kojih je dio izgubljen. Do danas najviše znanstveno iskorišteno i jedino objavljeno njegovo djelo jest Rodoslovlje svih plemenitih obitelji grada Paga (tal. Blasone Genealogico di tutte le Famiglie Nobili della Città di Pago). Sačuvan je također jedan njegov prijevod djela francuskog autora Amelot de la Houssaye na talijanski jezik koji je načinio za boravka u Vodnjanu 1768.